# Tachidius discipes
Tachidius discipes är en kräftdjursart som beskrevs av Giesbrecht 1881. Tachidius discipes ingår i släktet Tachidius och familjen Tachidiidae. Arten är reproducerande i Sverige. Inga underarter finns listade i Catalogue of Life.